# Tarxien
Tarxien, Ħal Tarxien – jedna z jednostek administracyjnych na Malcie. Tarxien zamieszkuje około 7,8 tysiąca osób (stan z roku 2005).
Znajduje się tutaj zabytkowy kościół Zwiastowania Pańskiego, a także stanowisko archeologiczne Świątynie Tarxien, w 1992 roku wpisane na listę światowego dziedzictwa UNESCO. 